# Consens de Monterrey
El Consens de Monterrey (en anglès: Monterrey Consensus) va ser el resultat d'una de les conferències més importants sobre l'ajuda externa, la Conferència de Monterrey de 2002, la Conferència Internacional de les Nacions Unides sobre el Finançament per al Desenvolupament, celebrada en Monterrey (el Mèxic). Va ser adoptat pels caps d'Estat i de govern el 22 de març de 2002. Més de cinquanta caps d'Estat i dos-cents ministres de Finances, Afers exteriors, Desenvolupament i Comerç van participar en l'esdeveniment. Als governs es van unir els dirigents de les Nacions Unides, el Fons Monetari Internacional (FMI), el Banc Mundial i l'Organització Mundial del Comerç (OMC), destacats líders empresarials i de la societat civil i altres parts interessades. En la conferència es van assumir nous compromisos d'ajuda al desenvolupament per part dels Estats Units i la Unió Europea, així com d'altres països. Els països també van aconseguir acords sobre altres temes, com l'alleujament del deute, la lluita contra la corrupció i la coherència política.